# Quilombo Pedras Negras
Pedras Negras é uma comunidade remanescente de quilombo, população tradicional brasileira, localizada nos municípios brasileiros de São Francisco do Guaporé e Alta Floresta d'Oeste, em Rondônia. A comunidade de Pedras Negras é formada por uma população de 26 famílias, distribuídas em uma área de 43.911,1 hectares. O território foi certificado como remanescente de quilombo (reminiscências históricas de antigos quilombos) em 2023, pela Fundação Cultural Palmares.
Esta comunidade teve o Relatório Técnico de Identificação e Delimitação publicado em 2011 (etapa da regularização fundiária), mas ainda está com a situação fundiária em análise (não titulada) no INCRA.

## História
A comunidade quilombola Pedras Negras se encontra nas proximidades do Forte príncipe da Beira, localizado em Costa Marques. Tendo sido formado como uma sociedade para abrigar os fugitivos da escravidão, formando senso de comunidade e família. Inicialmente, abrigou foragidos de Vila Bela da Santíssima Trindade, São Vicente e Casal Vasco.
O bispo Dom Xavier Rey stabeleceu a primeira escola na comunidade, em 1937. As duas primeiras professoras foram Estela Lemos Madeira e Eremita Cordeiro.
A economia de Pedras Negras se baseava na extração da borracha e da poaia, que vendiam principalmente para a Guaporé Rubber Company. Atualmente, o turismo tem crescido como fonte de renda da comunidade.

## Tombamento
O tombamento de quilombos é previsto pela Constituição Brasileira de 1988, bastando a certificação pela Fundação Cultural Palmares:
Art. 216. Constituem patrimônio cultural brasileiro os bens de natureza material e imaterial, tomados individualmente ou em conjunto, portadores de referência à identidade, à ação, à memória dos diferentes grupos formadores da sociedade brasileira [...]
§ 5º Ficam tombados todos os documentos e os sítios detentores de reminiscências históricas dos antigos quilombos.
Portanto, a comunidade quilombola de Pedras Negras é um patrimônio cultural brasileiro, tendo em vista que recebeu a certificação de ser uma "reminiscência histórica de antigo quilombo" da Fundação Cultural Palmares no ano de 2023.

## Situação territorial
A falta do título da terra (regularização fundiária) cria para as comunidades quilombolas uma dificuldade de desenvolver a agricultura, além dos conflitos com os fazendeiros de suas regiões e a impossibilidade de solicitar políticas sociais e urbanas para melhorias de condições de vida, como infraestrutura urbana de redes de energia, água e esgoto.

Povos Tradicionais ou Comunidades Tradicionais são grupos que possuem uma cultura diferenciada da cultura predominante local, que mantêm um modo de vida intimamente ligado ao meio ambiente natural em que vivem. Através de formas próprias: de organização social, do uso do território e dos recursos naturais (com relação de subsistência), sua reprodução sócio-cultural-religiosa utiliza conhecimentos transmitidos oralmente e na prática cotidiana.